# Tangled (Kurzfilm)
Tangled ist ein deutscher Kurzfilm aus dem Jahr 2000 des Regisseurs und Drehbuchautors Holger Heiland mit Dirk Borchardt in der Rolle eines Autofahrers, der sich auf einer Strecke durch ein Waldgebiet verirrt.

## Inhalt
Ein Mann hat ein Reh angefahren und schwer verletzt. Eine Zigarette rauchend schaut er sich das Tier an, das noch atmet, um dann wieder in sein Auto zu steigen und weiterzufahren, wohl wissend, dass er das Reh damit seinem Schicksal überlässt. Auf den winterlichen Straßen durch ein Waldgebiet verirrt er sich und landet auf einem Campingplatz. Auf dem Gelände befindet sich auch ein schäbiges Gebäude mit einer Art Bar. Als er dort nach dem Weg fragen will, reagieren die drei Männer, die sich in dem Raum befinden, äußerst unfreundlich. Ganz unvermittelt fangen sie an, ihn zu schlagen. Der Mann verlässt die Bar daraufhin. Während seines Rückzugs hört er Schreie und sieht von außen durch ein Fenster, wie die Männer auf eine Frau einschlagen. Einer der Männer muss ihm jedoch gefolgt sein und schlägt ihn mit einer Knüppel nieder, um ihn dann zurück in die Bar zu bugsieren. Drinnen schlagen nun alle drei auf ihn ein und versetzen ihm Fußtritte, bis er blutend zusammenbricht. Traum und Wirklichkeit vermischen sich nun bei ihm. Als der Mann wieder zu sich kommt ist er geknebelt und gefesselt und eine Frau mit einem Messer steht bei ihm, die aufgelöst in einer fremden Sprache zu ihm spricht. Wieder vermischen sich Wirklichkeit und Traum und der Mann sieht seine Fahrt durch den Wald noch einmal, die nun aber scheinbar gut endet, denn er erreicht ein Haus, aus dem eine Frau und ein Kind ihm entgegenlaufen. Als die Frau sein Auto erreicht hat, fängt sie jedoch panisch an zu schreien, da im Fond seines Wagens die Frau sitzt, deren Sprache er nicht verstanden hat. Man hat sie schlimm zugerichtet. Sie ist offensichtlich tot.
Die genretypische Heimkehr zu Familie und einem normalen Leben bleibt ihm am Ende versagt und verkehrt sich ins Alptraumhafte. Am Ende liegt der Mann in der Bar in einer großen Blutlache am Boden. Niemand ist mehr da.

## Produktion

### Produktionsnotizen
Es handelt sich um eine Produktion von Cut and Run Production und Fruehling Filme & Heiner Thimm. Gedreht wurde in Berlin-Spandau.

### Aufführung auf Festivals
- April 2000: Erstaufführung beim Filmfest Dresden
- 2000: Fantasy Filmfest,[1]
- 2000: Filmfest München
- 2000: Bucheon International Fantastic Film Festival
- Mai 2000: Cinénygma International Film Festival in Luxemburg